# CN Tower
CN Tower er et observations- og TV/radio-tårn beliggende i Toronto, og var indtil 2007 verdens højeste fritstående bygning. Denne titel tilfalder nu Burj Khalifa. 
Tårnet blev konstrueret fra 1973-1976, og er 553,33 meter højt. 